# Marc Smet
Marcus Smet (* 5. Februar 1951 in Mortsel) ist ein ehemaliger belgischer Leichtathlet, der 1976 Olympiasiebter im 10.000-Meter-Lauf wurde.
Marc Smet gehörte 1973 und 1974 jeweils zu der belgischen Mannschaft, die bei den Crosslauf-Weltmeisterschaften den ersten Platz in der Teamwertung belegte, 1975 gewann er mit dem Team die Bronzemedaille. Bei den Olympischen Spielen 1976 belegte er in 28:02,80 min den siebten Platz mit acht Sekunden Rückstand auf Bronze. Vier Jahre später lief er bei den Olympischen Spielen 1980 in 2:16:00 h auf den 13. Platz im Marathonlauf.
Marc Smet gewann vier belgische Meistertitel: 1975 und 1976 siegte er über 10.000 Meter, 1978 und 1979 im Marathonlauf. Bei einer Körpergröße von 1,82 m betrug sein Wettkampfgewicht 63 kg.

## Bestzeiten
- 5000 Meter: 13:23,76 min (1976)
- 10.000 Meter: 27:48,50 min (1976)
- Marathon: 2:10:00 h (1979)